# Scott Shepherd
Scott Shepherd (Raleigh, 7 dicembre 1966) è un attore statunitense.

## Biografia
Shepherd ha iniziato la sua carriera come attore in teatro. È apparso in diverse produzioni del The Wooster Group ed ha lavorato con l'Elevator Repair Service, una compagnia teatrale fondata dal regista John Collins.
Negli ultimi anni ha partecipato al cinema e in televisione in diversi titoli di successo, quale The Young Pope di Paolo Sorrentino in cui interpreta il cardinale Andrew Dussolier. Recentemente ha preso parte al film X-Men: Dark Phoenix in cui interpreta John Grey, il padre di Jean. 
Nel 2023 interpreta David nelle serie TV The Last of Us, adattamento dell'omonimo videogioco.

## Filmografia

### Cinema
- Throwing Down, regia di Lawrence O'Neil (1995)
- Brief Reunion  regia di John Daschbach (2011)
- Meanwhile, regia di Hal Hartley (2011)
- Effetti collaterali (Side Effects), regia di Steven Soderbergh (2013)
- Mai così vicini (And So It Goes), regia di Rob Reiner (2014)
- La famiglia Fang (The Family Fang), regia di Jason Bateman (2015)
- Il ponte delle spie (Bridge of Spies), regia di Steven Spielberg (2015)
- Ithaca - L'attesa di un ritorno (Ithaca) , regia di Meg Ryan (2015)
- Jason Bourne, regia di Paul Greengrass (2016)
- L'incredibile vita di Norman (Norman: The Moderate Rise and Tragic Fall of a New York Fixer), regia di Joseph Cedar (2016)
- Hostiles - Ostili (Hostiles), regia di Scott Cooper (2017)
- Radium Girls, regia di Lydia Dean Pilcher e Ginny Mohler (2018)
- X-Men: Dark Phoenix (Dark Phoenix), regia di Simon Kinberg (2019)
- The Report, regia di Scott Z. Burns (2019)
- El Camino - Il film di Breaking Bad (El Camino: A Breaking Bad Movie), regia di Vince Gilligan (2019)
- First Cow, regia di Kelly Reichardt (2019)
- Slow Machine, regia di Joe Denardo e Paul Felten (2020)
- Fugitive Dreams, regia di Jason Neulander (2020)
- Killers of the Flower Moon, regia di Martin Scorsese (2023)

### Televisione
- The Young Pope – miniserie TV, 6 puntate (2016)
- Elementary – serie TV, episodi 5x15-5x16 (2017)
- Wormwood – miniserie TV, 5 puntate (2017)
- True Detective – serie TV, 4 episodi (2019)
- Bluff City Law – serie TV, 10 episodi (2019)
- Prodigal Son – serie TV, episodio 1x12 (2020)
- The Last of Us – serie TV, episodio 1x08 (2023)

## Doppiatori italiani
Nelle versioni in italiano delle opere in cui ha recitato, Scott Shepherd è stato doppiato da:
- Simone D'Andrea ne Il ponte delle spie, Elementary, The Young Pope, X-Men: Dark Phoenix, Prodigal Son, Killers of the Flower Moon
- Roberto Certomà in Effetti collaterali, L'incredibile vita di Norman, El Camino - Il film di Breaking Bad
- Francesco Prando in Mai così vicini, Jason Bourne, The Report
- Emiliano Coltorti in Bluff City Law
- Enrico Chirico in The Last of Us